# معركة مطار الطبقة
وقعت معركة مطار الطبقة في شهر أغسطس 2014 بين تنظيم الدولة الإسلامية والجيش السوري بهدف السيطرة على مطار الطبقة في محافظة الرقة في سوريا. وكان مطار الطبقة المعقل الأخير لقوات النظام في كامل محافظة الرقة.

## المعركة
في ليلة 19 أغسطس 2014، إندلع قتال عنيف في محيط مطار الطبقة، وشهد استعمال أسلحة متوسطة وثقيلة، فضلا عن 15 غارة جوية حكومية حول المطار. استولى تنظيم الدولة الإسلامية على سلسلة من القرى المجاورة للمطار في الأيام التي سبقت الهجوم، مما شدد حصاره على المطار.
بدأ الهجوم بتفجير انتحاري مزدوج بالقرب من مدخل المطار، وتلاه هجوم بري واسع النطاق مكون من أكثر من 200 مقاتل، نصفهم من الأجانب. في صباح اليوم التالي، انحسر القتال بعد فشل الموجة الهجومية الأولى في اختراق المطار، ولكن تم إطلاق موجة ثانية بعد الظهر. واستمر القتال حتى صباح يوم 22 أغسطس، حيث تمكن تنظيم الدولة من السيطرة على حاجز الطيارة بالقرب من المطار، لكنه فشل في اقتحام المطار.
وأفادت المرصد السوري لحقوق الإنسان أن ما لا يزيد عن 70 مقاتلا من تنظيم الدولة الإسلامية قتلوا في اليومين السابقين، منذ بدء الهجوم على المطار. ووفقا لتلفزيون الميادين الذي يتخذ من بيروت مقرا له، قتل أكثر من 150 مقاتل من داعش في كمين بالقرب من القاعدة، في حين أن موقع المصدر نيوز أفاد عن مقتل أكثر من 200 مقاتل من داعش في اليومين السابقين، ومن ضمنهم القائد الميداني عمر عبد الرحمن التونسي. وبحسب المصدر، قتل 14 جنديا وأصيب 29 آخرون بين 18-22 أغسطس.
وفي مساء يوم 22 أغسطس وبعد وصول التعزيزات، شن تنظيم الدولة الإسلامية محاولة ثالثة لاختراق أسوار المطار، بدأت بعملية انتحارية على بوابة المطار. ولكن تم صد الهجوم، بينما قصفت طائرات النظام مواقع داعش في مدينة الطبقة المجاورة.
في 24 أغسطس، تمكن مقاتلو داعش من اختراق أسوار المطار واستولوا على أجزاء كبيرة منه. وقد وقع هذا الهجوم عندما كان الجيش السوري ينسحب من المطار إلى منطقة إثريا، وترك حامية صغيرة خلفه. سيطرت داعش على المطار في نهاية المطاف في ذلك اليوم.
وفي الهجوم الأخير، قتل 170 جنديا، بينما قتل منذ بداية المعركة 346 مقاتلا من داعش و 195 جنديا. تم تحديث عدد القتلى في وقت لاحق إلى 200. تم القبض على 150 جنديا آخر، في حين تمكن 700 جندي من الانسحاب.

## إعدام سجناء الحرب
في اليوم الموالي قصفت طائرات حربية محيط القاعدة. ووفقا للمرصد السوري، استولت داعش على مزرعة العجراوي القريبة من المطار وأفاد أيضاً أن داعش منع دخول وخروج السيارات من وإلى المحافظة الرقة وذلك خشيةً فرار الجنود السوريين إلى خارج المحافظة. في 27 أغسطس قبض تنظيم داعش على أكثر من 20 جندي سوري في مزارع الطبقة.
بين 27 و28 أغسطس قام داعش بإعدام ما لا يقل عن 160 جندي سوري أسروا في المطار. بعد عمليات الإعدام، طالب دريد الأسد، ابن عم بشار الأسد، باستقالة وزير الدفاع السوري فهد جاسم الفريج.